# Anthracoceros albirostris
El cálao cariblanco (Anthracoceros albirostris) es una especie de ave bucerotiforme de la familia Bucerotidae.
Su dieta incluye frutas salvajes (especialmente higos) y otras frutas tales como rambután, junto con insectos grandes y vertebrados pequeños tales como lagartijas y ranas.

## Distribución y hábitat
Se lo encuentra en el subcontinente indio y el sur este de Asia (en Bangladés, Birmania, Bután, Brunéi, Camboya, India, Indonesia, Laos, Malasia, Nepal, Singapur, Tailandia, Tíbet, y Vietnam).
Su hábitat natural son los bosques subtropicales o tropicales bajos húmedos.

## Galería
- En el Parque Nacional Khao Yai, Tailandia

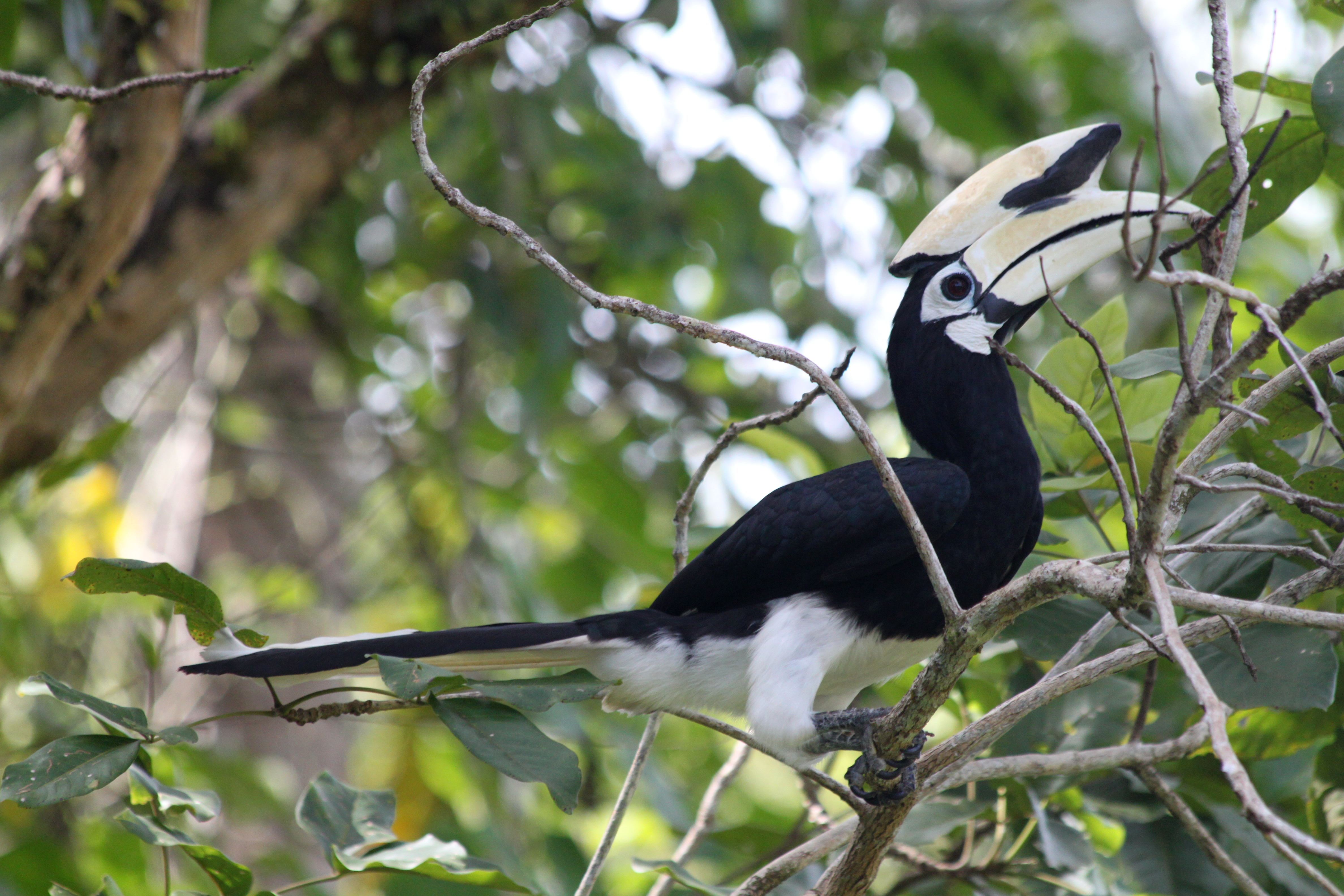
En Seria, Brunei
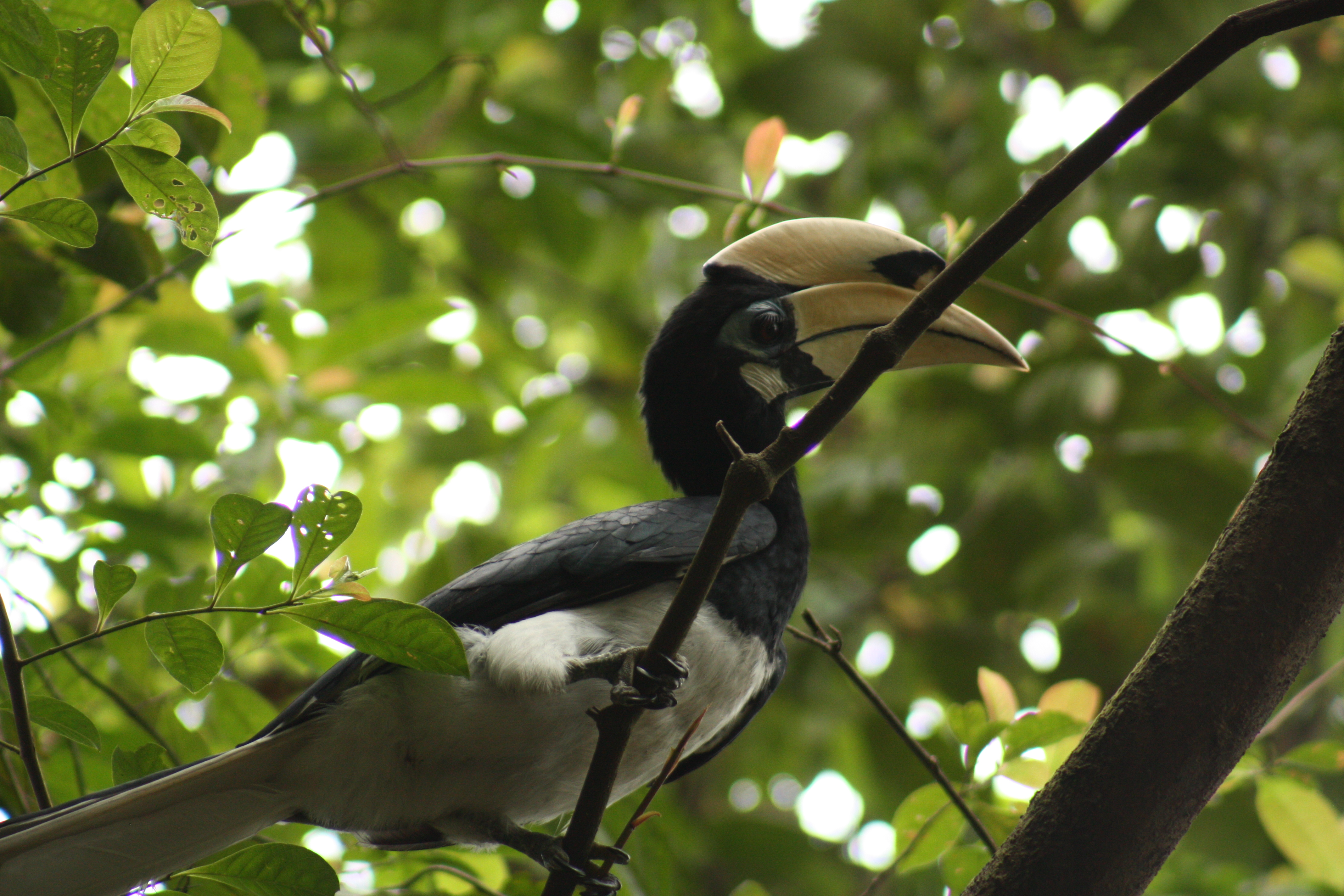
En Pulau Ubin, Singapur
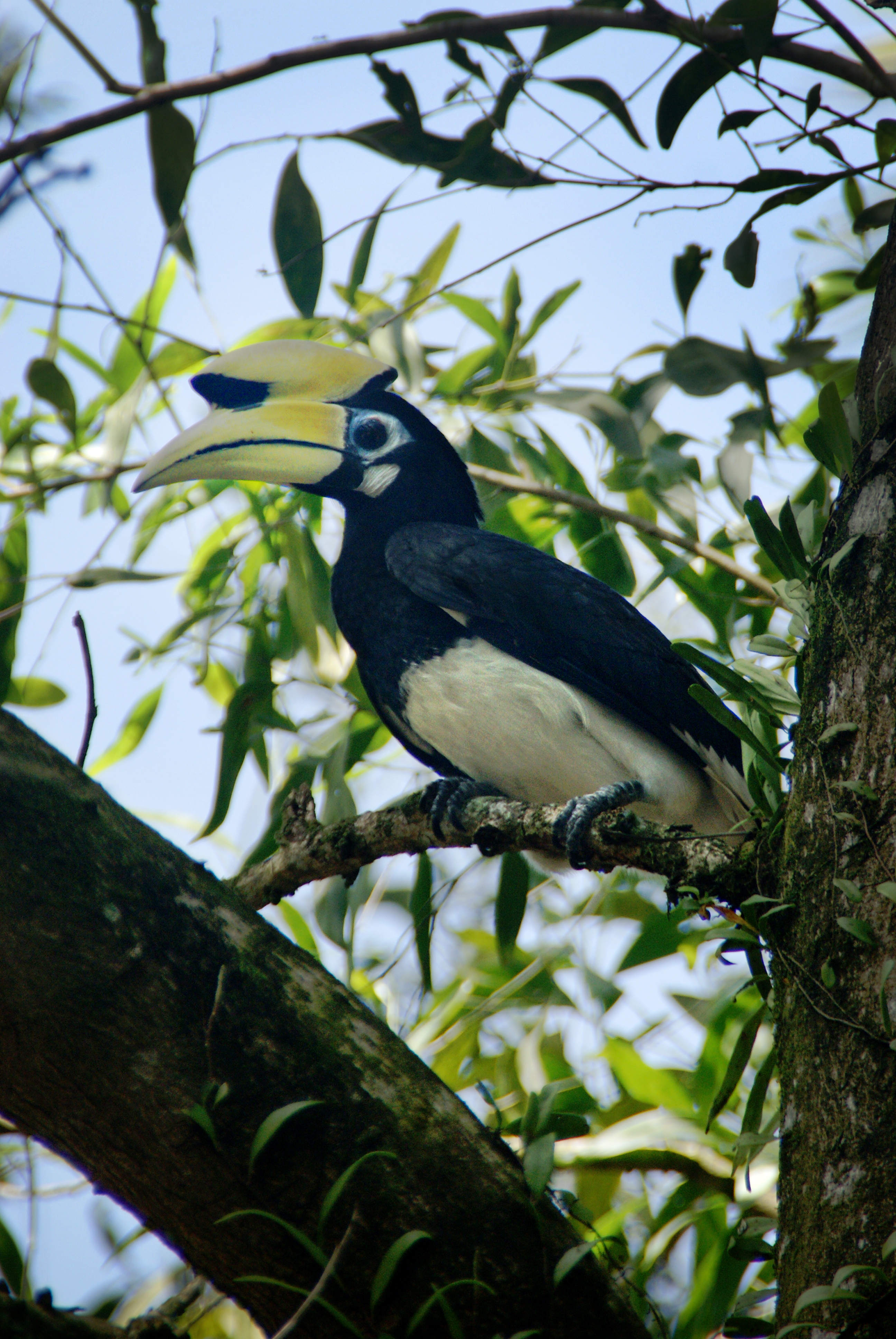
En Cherating, Malasia
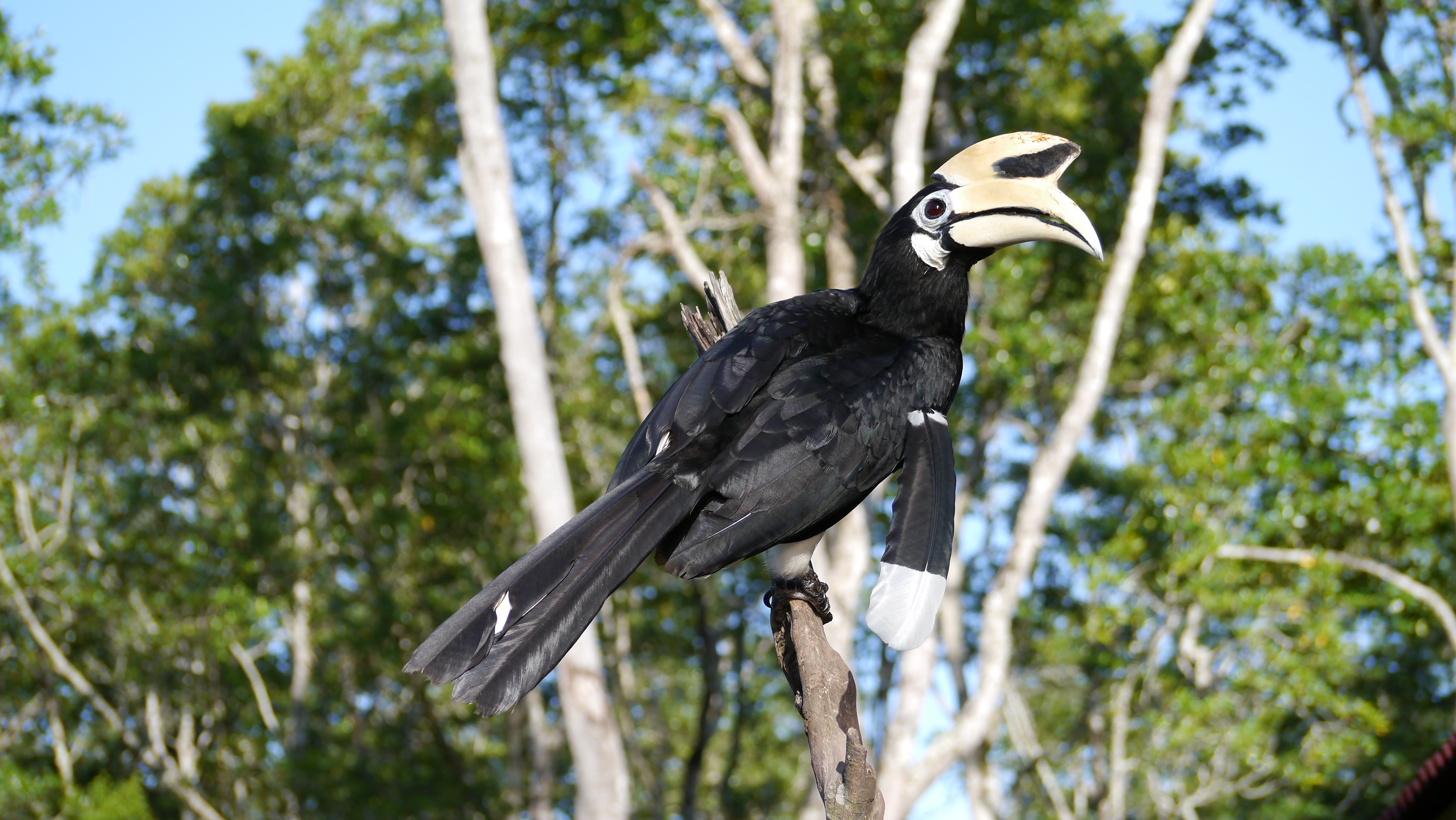
En la bahía Labuk del Santuario de Monos Proboscideos, Sabah, Malasia

## Audio
- Sonido de las alas en vuelo de un cálao cariblanco, Parque Nacional Khao Yai, Tailandia
- Llamada del cálao cariblanco, Parque Nacional Khao Yai, Tailandia